# Léo Lagrange
Léo Lagrange (ur. 28 listopada 1900, zm. 9 czerwca 1940) – francuski polityk i adwokat, działacz socjalistycznej partii Oddział Francuski Międzynarodówki Robotniczej, w latach 1936–1937 podsekretarz stanu ds. sportu i wypoczynku.
Był znany z podejmowania pionierskich inicjatyw na rzecz organizowania czasu wolnego dla ludzi pracy. Poległ podczas II wojny światowej.